# Bill Yancey
William Earl „Bill“ Yancey (* 30. Juli 1933 in Kansas City, Missouri; † 21. Januar 2004 in Gresham, Illinois) war ein US-amerikanischer Bassist und Tubist des Modern Jazz.
Yancey studierte drei Jahre am American Conservatory, arbeitete zunächst 1952/53 bei Sol Hicks, von 1954 bis 1956 bei Jack McDuff, Ike Cole 1958, John Merritt Young 1959/61 und 1961 bei Eddie Harris (Exodus to Jazz). Danach spielte er in der Begleitband des Vokalensembles Lambert, Hendricks & Bavan und nahm mit Pony Poindexter auf. 1963 gehörte er zur Band von George Shearing. 1964 begleitete er Ella Fitzgerald auf ihrer Europatournee, mit der er auch aufnahm. 1965 arbeitete er in einem Club in Chicago; 1966 spielte er im George „Stardust“ Green Trio. Weiterhin arbeitete er mit Jack McDuff, Tony Bennett, Floyd McDaniel, Duke Ellington, Jim Sellers und in den letzten Jahren mit Gina Gibson.

## Lexigraphischer Eintrag
- Carlo Bohländer, Karl Heinz Holler: Reclams Jazzführer (= Reclams Universalbibliothek. Nr. 10185). 2., revidierte und erweiterte Auflage. Reclam, Stuttgart 1977, ISBN 3-15-010185-9.